# Fulvio Bianconi
Fulvio Bianconi (Ponte di Brenta, 27 agosto 1915 – Milano, 14 maggio 1996) è stato un artista, designer e grafico italiano.

## Biografia
Figlio del musicista Virginio (chiamato anche Emo) e di Elvira, casalinga, già da giovane mostra un'incredibile predisposizione per il disegno. Quando su di un giornale locale appare l'annuncio che alla Madonna dell'Orto cercano un giovane con una spiccatissima vocazione al disegno, la madre, senza alcuna esitazione, esclama che stanno cercando suo figlio Fulvio. A Venezia frequenta la Scuola d'arte dei Carmini e lavora come apprendista decoratore presso la bottega di Michele Pinto.
Sposa Bruna e dopo la nascita della prima figlia Maria (Marieto) lavora in varie località del nord Italia e dell'Istria, disegnando e decorando chiese ed eseguendo ritratti.
Nel 1933 Dino Villani lo introduce al lavoro di grafico presso Arnoldo Mondadori Editore, Motta ed altre case editrici milanesi.

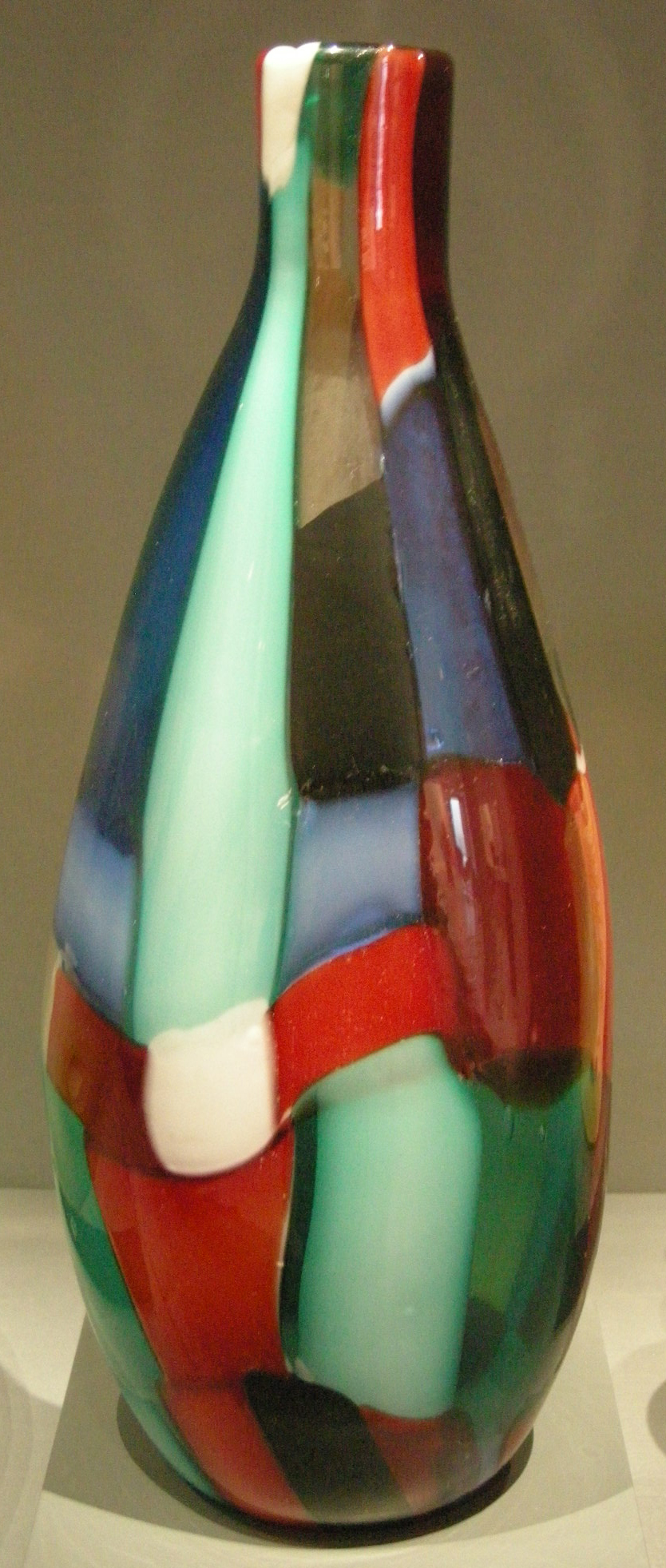
Vasi in vetro di Fulvio Bianconi per Venini & co. (c. 1950)

Durante la seconda guerra mondiale presta il servizio militare spostandosi tra il sud della Francia, Milano e Roma, in quest'ultima città scampando miracolosamente alla retata nazista per l'attentato di via Rasella, aggrappandosi al cornicione della casa in cui abita.
Nel dopoguerra, la Gi. Vi. Emme lo incarica di disegnare i nuovi flaconi di profumo e lo invia a Murano, presso Paolo Venini.
Stabilitosi a Milano lavora come grafico presso le maggiori case editrici e nei primi anni '50 finirà per lavorare stabilmente con la Garzanti per la quale, fino al 1975, firmerà copertine e sovracoperte e curerà la grafica aziendale, assumendo la direzione artistica della casa editrice. Parallelamente lavora all'immagine grafica per aziende come FIAT, Marzotto, Pirelli, Rai, HMV e altre note società. Nello stesso periodo e in particolare a partire dal 1957, a seguito di divergenze con Paolo Venini sulla attribuzione della paternità delle opere in vetro da lui eseguite, interrompe la collaborazione e si dedica direttamente e personalmente alla creazione e distribuzione di opere in vetro collaborando con quasi tutte le vetrerie muranesi, e non solo.

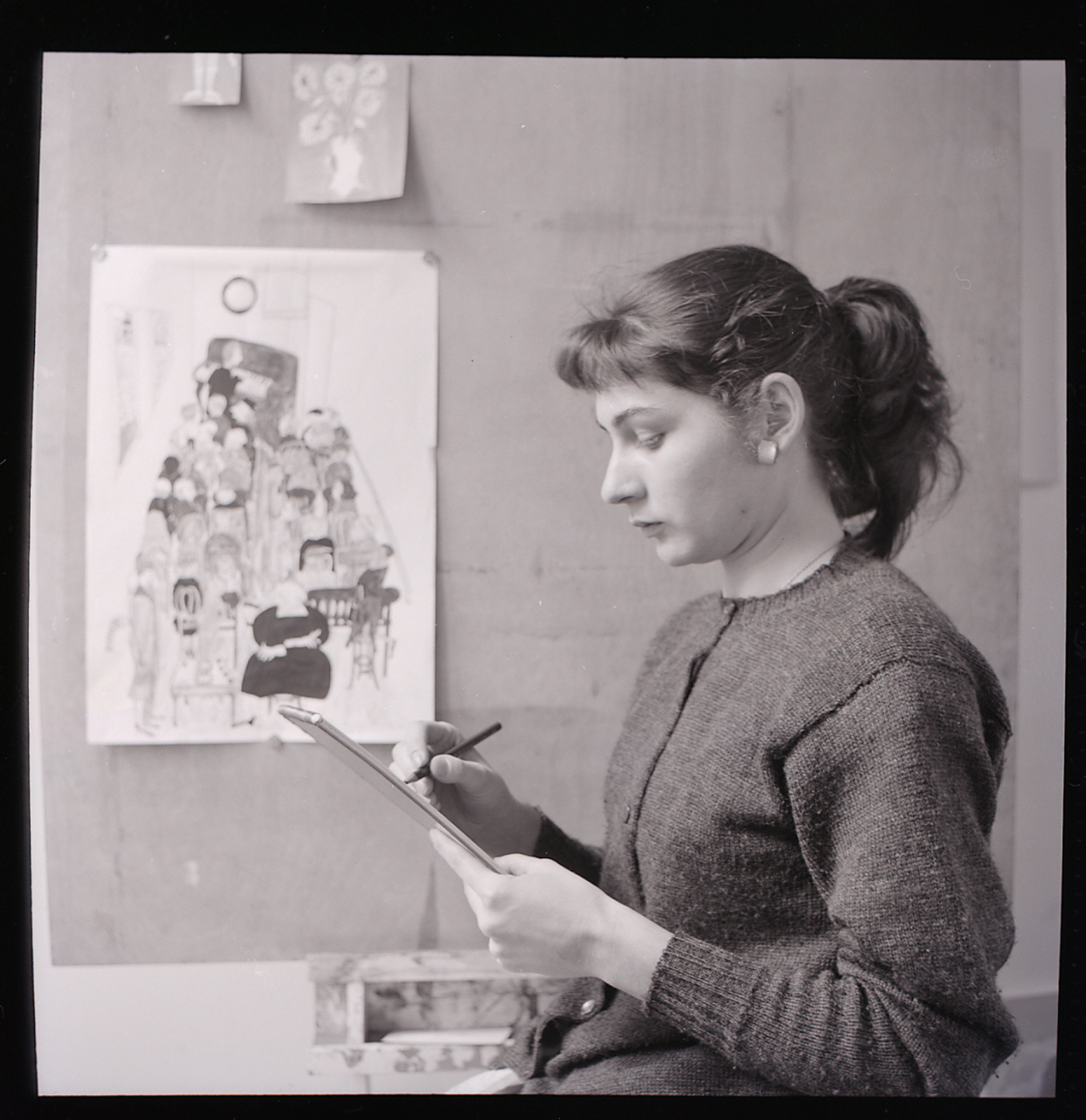
Foto in casa Bianconi, la figlia Maria. Foto di Paolo Monti, 1958

Nel 1947 nasce la seconda figlia, Musetta.
Scrive Bruno Munari presentandolo: "Quando Bianconi ha una certa quantità di schizzi e di appunti relativi ai vetri, parte e va a Murano dove, in alcune fornaci, i maestri vetrai lo aspettano per lavorare assieme. Perché Bianconi non è un artista da tavolino che studia i suoi vasi col compasso e la sezione aurea, egli ama invece andare direttamente in fornace a lavorare assieme al maestro ed è tanto il furore col quale Bianconi realizza i suoi vetri che riesce ad entrare nell'animo del maestro e farlo agire secondo il proprio volere".
Egli stesso definisce il vetro il suo hobby preferito e il suo grande amore la pittura.

## Principali opere a stampa

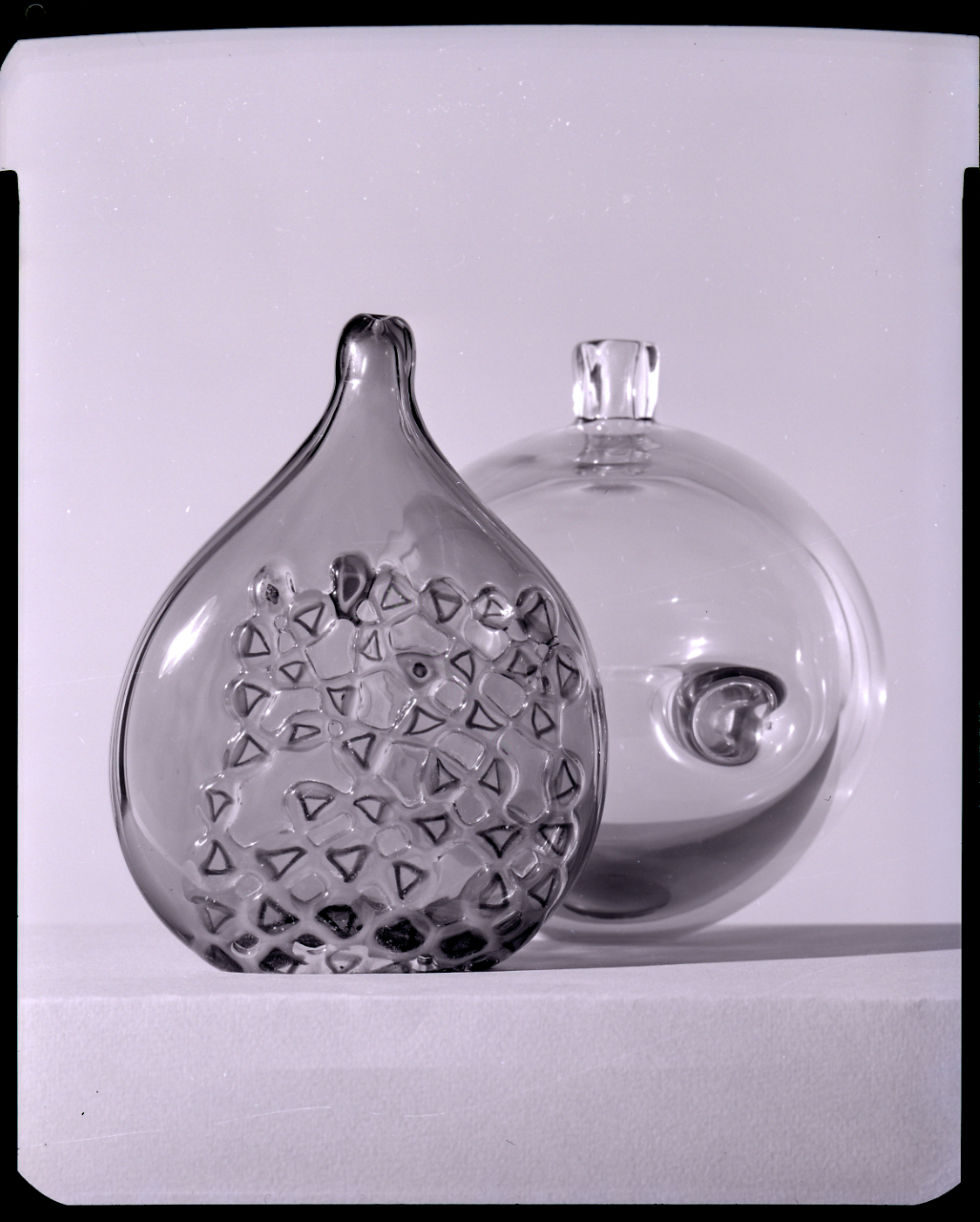
Vasi in vetro di Fulvio Bianconi. Foto di Paolo Monti, 1963

- Geometria: un segno visibile per ogni cosa invisibile, Milano, Istituto editoriale italiano, 1944
- Vedute e panorami aperti come scatole per chiarezza e brevità fatti a mano dal vero, Gorlich, Milano 1945 (prefazione di Giorgio Nicodemi)
- Disegni, Milano, Officina d'arte grafica A. Lucini e C., 1964